# Tera di Solo y suave biento
Tera di Solo y suave biento é o hino nacional de Bonaire, ilha das Caraíbas.  A letra foi escrita em Papiamento. Foi igualmente o hino das Antilhas Holandesas entre 1964-2000.